# タフコート
タフコート（Tuff-Kote）は、自動車の防錆処理の一種である。

## 概要
世界57カ国で使用されており、ルーツはドイツともスウェーデンとも言われる。デニトロール防錆システム（DINITROL）、またはダイノール（Dinol）社のタフコート防錆システムなどとも呼ばれる。
複数の自動車メーカーや軍隊の車両等に採用例があり、偽ブランドまで存在する。

## 特徴
施工層に飛び石などでキズがついても自己修復するとされている。

## 表彰
- 1972年 ドイツ自動車協会 最優秀賞[4][6]
- 1979年 スウェーデン自動車協会 最優秀賞[4][6]
- 1985年 ドイツ消費者協会 最優秀賞[4][6]